# The Sword of Valor

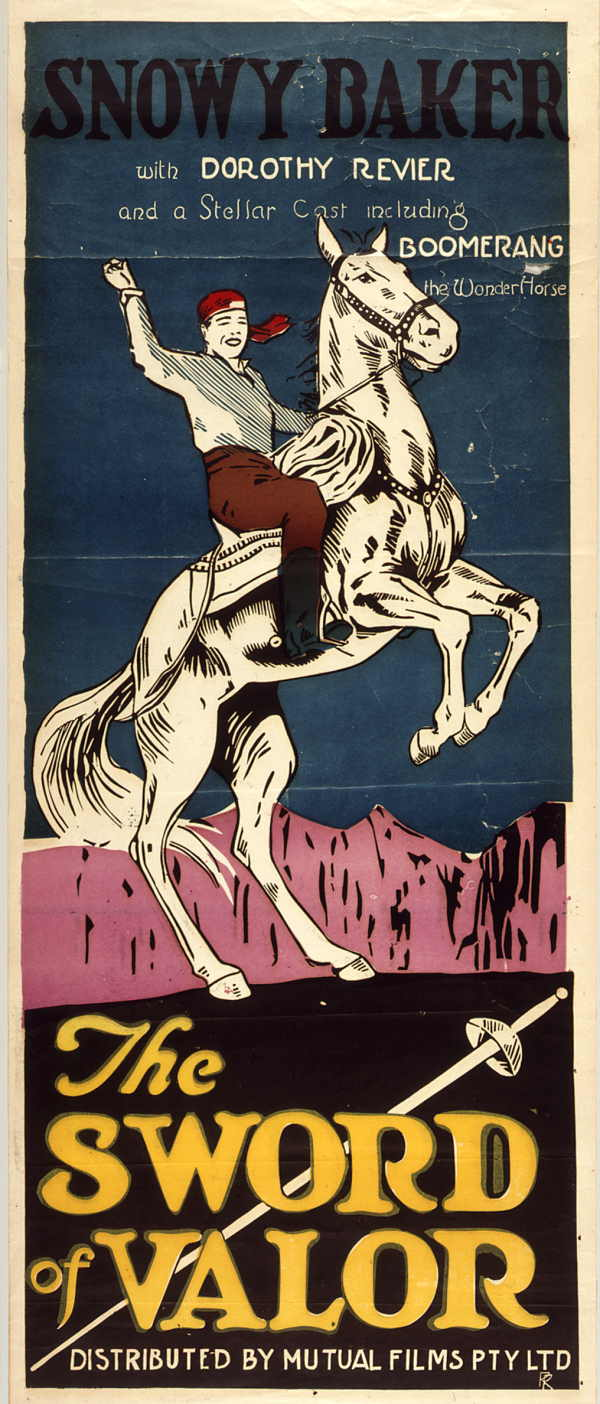
Affiche du film

The Sword of Valor est un film américain réalisé par Duke Worne et sorti en 1924.

## Synopsis
Le capitaine Crooks, un marin américain, tombe amoureux de Ynez Montego, la fille de Don Guzman de Ruis y Montejo, qui la destine à un riche mariage. Il l'emmène à la Riviera, où elle est enlevée par un alpiniste, mais Crooks vient à son secours.

## Fiche technique
- Réalisation : Duke Worne
- Scénario : Jefferson Moffitt, Julio Sabello
- Production : Goldstone Pictures
- Durée : 5 bobines
- Date de sortie : 6 mai 1924

## Distribution
- Snowy Baker : Captain Grant Lee Crooks
- Otto Lederer : Don Guzma de Ruis y Montejo
- Edwin Cecil : Ismid Matrouli
- Dorothy Revier : Ynez